# Ecology and Society
Ecology and Society – A journal for integrative science for resilience and sustainability ist ein internationales Fachjournal der ökologischen Forschung. Das Journal versteht sich als interdisziplinär und will dem enormen Forschungszuwachs in vielen Sozial-Ökologischen Disziplinen Rechnung tragen. Herausgegeben und organisiert wird das Journal vom Stockholm Resilience Center der Stockholmer Universität.
E&S veröffentlicht Fachaufsätze, die integrativ verfasst wurden und ein weites Feld an Teilgebieten abdecken, wozu Natur- und Sozialwissenschaften wie auch Geisteswissenschaften (Humanities) gehören. Das Hauptaugenmerk liegt auf Themen, die die Beziehung zwischen Gesellschaft und natürlichen Lebensgrundlagen (Ökosystemdienstleistungen, life-supporting ecosystems) thematisieren.
Eine Besonderheit des Journals ist sein Open-Access-Grundsatz: alle Inhalte sind frei im Internet zugänglich, um alle Forschungserkenntnisse einer breiten Öffentlichkeit zugänglich zu machen und den globalen Austausch von Wissen zu fördern. E&S ist peer-reviewed und erscheint elektronisch im Internet.
Der Impact Factor des Journals lag im Jahr 2012 bei 2,831. Damit wurde Ecology and Society im ISI Web of Knowledge auf Rang 45 von betrachteten 136 Zeitschriften in der Kategorie Ökologie geführt.